# Glanhir
De Glanhír, beter bekend onder de naam Meringstroom, is een fictieve rivier in J.R.R. Tolkiens wereld Midden-aarde. De rivier heeft haar bron bij de heuvel Halifirien en stroomde in noordoostelijke richting door de vlakten van Rohan om vervolgens in de Entwas uit te monden. Nadat het koninkrijk Rohan in het jaar 2510 van de Derde Era gesticht werd, vormde de Meringstroom de grens tussen Rohan en Gondor.
Zie ook: Lijst van koningen van Rohan
Adorn · Anduin (de Grote Rivier) · Angren (Isen) · Baranduin (Brandewijn) · Betoverde Rivier · Bruinen (Luidwater) · Carnen (Roodwater) · Celduin (Running) · Celebrant (Zilverlei) · Celos · Ciril · Deemril · Dieptestroom · Erui · Gilrain · Glanduin (Grensrivier) · Glanhir (Meringstroom) · Gwathló (Grauwel) · Harnen (Zuiderrivier) · Lefnui · Lhûn (Lune) · Limlicht · Mitheithel (Grijsvloed) · Morgulduin · Morthond · Nimrodel · Ninglor (Lis) · Onodló (Entwas) · Poros · Rhimdath · Ringló · Serni · Sirith · Sirannon (Poortstroom) · Sneeuwborn · Het Water · Wilgewinde · Woudrivier